# كوكي كاميدا
كوكي كاميدا (باليابانية: 亀田興毅) مواليد 17 نوفمبر 1986 في أوساكا، هو ملاكم ياباني يصنف ضمن فئة وزن الذبابة. حقق بطولة رابطة الملاكمة العالمية وبطولة المجلس العالمي للملاكمة. خاض نزاله الاحترافي الأول بتاريخ 21 ديسمبر 2003.

## إحصائيات
خاض خلال مسيرته 35 نزالا، فاز في 33 وخسر في 2. فاز بالضربة القاضية في 18 نزالا.

## روابط خارجية
- كوكي كاميدا على موقع بوكس ريك (الإنجليزية) (registration required)